# Isonoja (luna)
Isonoja (grško Ισονοη: Isonóe) je Jupitrov naravni satelit (luna). Spada med  nepravilne lune z retrogradnim gibanjem. Je članica Karmine skupine Jupitrovih lun, ki krožijo okoli Jupitra v razdalji od 23 do 24 Gm in imajo naklon tira okoli 165°. 
Luno Isonojo je leta 2001 odkrila skupina astronomov, ki jo je vodil Scott S. Sheppard z Univerze Havajev.  Prvotno so jo označili kot S/2000 J 6. Znana je tudi kot Jupiter XXVI. Ime je dobila po danaidi Isonoji iz grške mitologije .
Luna Isonoja ima premer okoli 4 km in obkroža Jupiter v povprečni razdalji 23,217.000  km. Obkroži ga v  725  dneh 12  urah  po krožnici z veliko izsrednostjo (ekscentričnostjo), ki ima naklon tira okoli 166 ° glede na ekliptiko oziroma 169 ° na ekvator Jupitra. 
Njena gostota je ocenjena na 2,6 g/cm3, kar kaže, da je sestavljena iz kamnin. 
Luna izgleda zelo temna, ima odbojnost 0,04. Njen navidezni sij je 22,5 m.